# عشق (فیلم ۲۰۰۴)
عشق (کنادا: ಲವ್) فیلمی در ژانر رمانتیک است که در سال ۲۰۰۴ منتشر شد.